# Ad-Din Zangi
Imad ad-Din Atabeg Zengi al-Malik al-Mansur (ca. 1085-myrdet 14. september 1146; tyrkisk: İmadeddin Zengi; arabisk: عماد الدين زنكي) var atabeg af Mosul, Aleppo, Hama og Edessa i begyndelsen af det 12. århundrede. 
Han var søn af Aq Sunqur al-Hajib, som var guvernør for Aleppo under seldsjuk-sultanen Malik Shah 1.